# Eurovision Song Contest 2002
Eurovision Song Contest 2002 fandt sted i Estland efter at Tanel Padar, Dave Benton & 2XL vandt Eurovision Song Contest 2001 i København med deres sang "Everybody".
Både Danmark, Spanien og Storbritannien var i 2002 repræsenteret af solister, der alle havde været igennem en talent-konkurrence. En tendens som ikke tidligere var set.
Letland blev årets vinder, men oprindeligt havde landet ikke opnået en plads i konkurrencen. Portugal var blevet tilbudt den sidste plads, men takkede nej. Det gav derfor plads til Letland, der efter sin tredje deltagelse kunne fejre sin første sejr i konkurrencen. Vindersangen fik dog ikke særlig meget international omtale og blev heller aldrig særligt populær.
Som resultat af Danmarks 24. plads og de daværende regler for deltagelse, deltog Danmark ikke i Eurovision Song Contest 2003.

## Deltagere og resultater
| Sang nr. | Land                | Kunstner                     | Sang                            | Plads | Point |
| -------- | ------------------- | ---------------------------- | ------------------------------- | ----- | ----- |
| 1        | Cypern              | One                          | "Gimme"                         | 6     | 85    |
| 2        | Storbritannien      | Jessica Garlick              | "Come Back"                     | 3     | 111   |
| 3        | Østrig              | Manuel Ortega                | "Say a Word"                    | 18    | 26    |
| 4        | Grækenland          | Michalis Rakintzis           | "S.A.G.A.P.O."                  | 17    | 27    |
| 5        | Spanien             | Rosa Lopez                   | "Europe's Living a Celebration" | 7     | 81    |
| 6        | Kroatien            | Vesna Pisarović              | "Everything I Want"             | 11    | 44    |
| 7        | Rusland             | Prime Minister               | "Northern Girl"                 | 10    | 55    |
| 8        | Estland             | Sahlene                      | "Runaway"                       | 3     | 111   |
| 9        | Nordmakedonien      | Karolina Gočeva              | "Od nas zavisi"                 | 19    | 25    |
| 10       | Israel              | Sarit Hadad                  | "Light a Candle"                | 12    | 37    |
| 11       | Schweiz             | Francine Jordi               | "Dans le jardin de mon âme"     | 22    | 15    |
| 12       | Sverige             | Afro-Dite                    | "Never Let It Go"               | 8     | 72    |
| 13       | Finland             | Laura Voutilainen            | "Addicted to You"               | 20    | 24    |
| 14       | Danmark             | Malene Mortensen             | "Tell Me Who You Are"           | 24    | 7     |
| 15       | Bosnien-Hercegovina | Maja Tatić                   | "Na jastuku za dvoje"           | 13    | 33    |
| 16       | Belgien             | Sergio & The Ladies          | "Sister"                        | 13    | 33    |
| 17       | Frankrig            | Sandrine François            | "Il faut du temps"              | 5     | 104   |
| 18       | Tyskland            | Corinna May                  | "I Can't Live without Music"    | 21    | 17    |
| 19       | Tyrkiet             | Buket Bengisu                | "Leylaklar soldu kalbinde"      | 16    | 29    |
| 20       | Malta               | Ira Losco                    | "7th Wonder"                    | 2     | 164   |
| 21       | Rumænien            | Monica Anghel & Marcel Pavel | "Tell Me Why"                   | 9     | 71    |
| 22       | Slovenien           | Sestre                       | "Samo ljubezen"                 | 13    | 33    |
| 23       | Letland             | Marie N                      | I Wanna                         | 1     | 176   |
| 24       | Litauen             | Aivaras                      | Happy you                       | 23    | 12    |